# Wolfgang Böwing-Treuding
Wolfgang Böwing-Treuding (28 de janeiro de 1922 - 11 de fevereiro de 1943) foi um oficial alemão que serviu na Luftwaffe durante a Segunda Guerra Mundial. Foi condecorado com a Cruz de Cavaleiro da Cruz de Ferro.

## Carreira militar

### Patentes
Oberleutnant (1st Lieutenant)

### Condecorações
| Cruz de Ferro 2ª Classe                 |                        |
| Cruz de Ferro 1ª Classe                 |                        |
| Ehrenpokal Troféu de Honra da Luftwaffe | 13 de setembro de 1942 |
| Cruz Germânica em Ouro                  | 15 de outubro de 1942  |
| Cruz de Cavaleiro da Cruz de Ferro      | 24 de março de 1943    |